# 猿楽
猿楽（さるがく、旧字体：猿樂）は、室町時代に成立した日本の伝統芸能。能は江戸時代までは猿楽と呼ばれ、狂言とともに能楽と総称されるようになったのは明治以降のことである。

## 名称
散楽（さんがく、散樂）、申楽（申樂）、猿楽とも書く。読み方は「さるごう（さるがう）」とも。演者（狂言含む）は座頭級のものを楽頭、太夫、一般の座員を申楽師、または単に申楽とよんだ。申楽という言葉は散楽の転訛したものであるともいう。
申楽の表記は世阿弥の伝書で使われる。世阿弥は猿楽の起源を綴った『風姿花伝』「神儀云」 で、「上宮太子、末代のため、神楽なりしを、<神>といふ文字の片を除けて、旁を残し給ふ。是日暦の<申>なるがゆえに<申楽>と名づく。」として、猿楽の文字を嫌っているが、歴史的には誤りであるとされる。

## 歴史

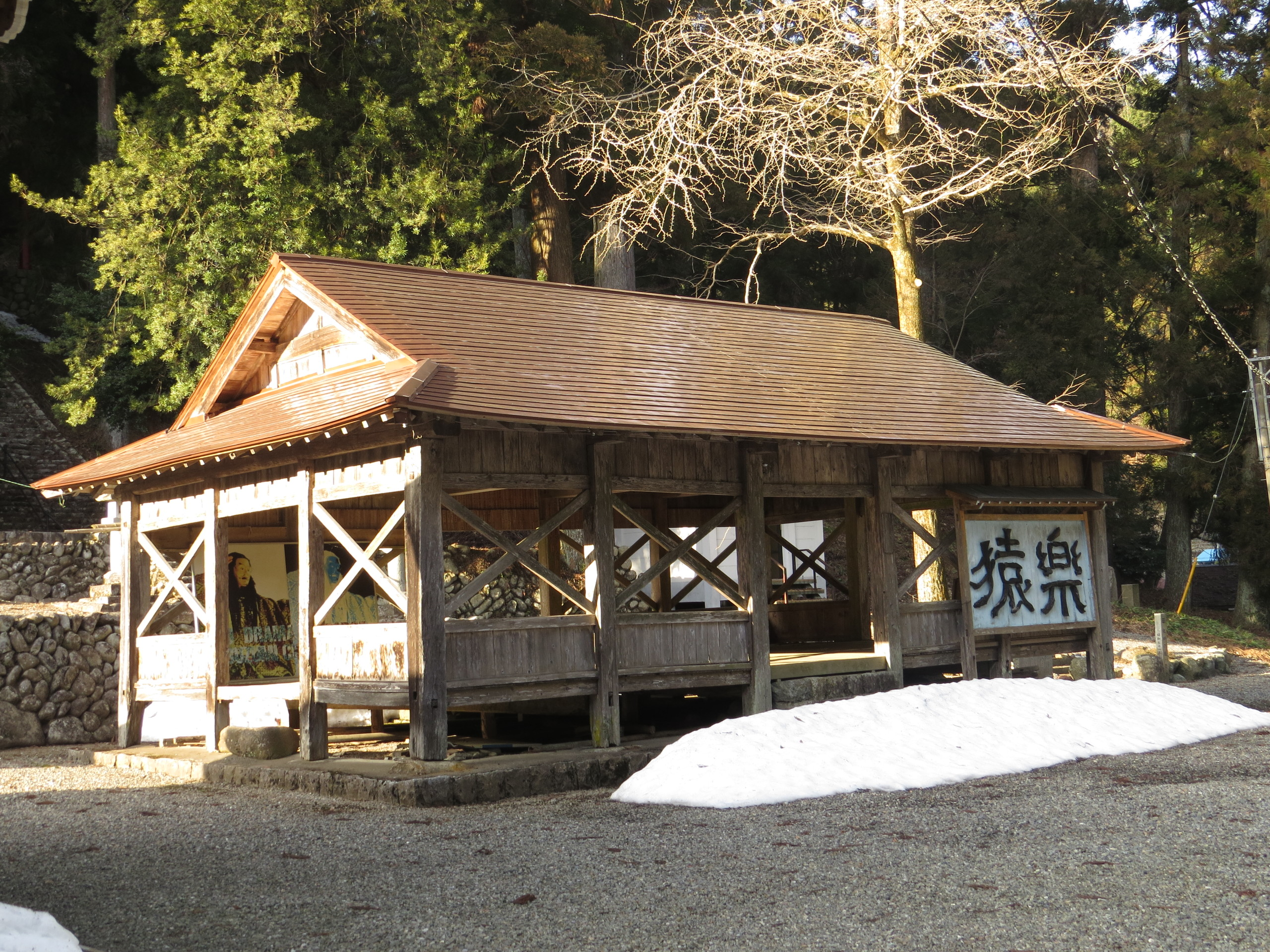
申楽（猿楽）（能郷の能・狂言）が毎年4月13日に開催されている能郷白山神社（岐阜県本巣市根尾能郷）の舞台

現在能楽と称されている芸能の起源について正確なことはわかってはいないが、7世紀頃に（南方）中国大陸より日本に伝わった日本最古の舞台芸能である伎楽や、奈良時代に伝わった散楽に端を発するのではないかと考えられている。散楽は当初、雅楽と共に朝廷の保護下にあったが、やがて民衆の間に広まり、それまでにあった古来の芸能と結びついて、物まねなどを中心とした滑稽な笑いの芸・寸劇に発展していった。それらはやがて申楽（猿楽）と呼ばれるようになり、現在一般的に知られる能楽の原型がつくられていった。

### 飛鳥・奈良時代
（南方）中国大陸から伝わった散楽が申楽（猿楽）のはじまりと考えられている。申楽（猿楽）・能楽の始祖とされる秦河勝が「六十六番の物まね」を創作して紫宸殿にて上宮太子（聖徳太子）の前で舞わせたものが「申楽」のはじまりであると風姿花伝に記されている。散楽の具体的な内容は、史料が少ない為にはっきりしていないが、正倉院宝物の「墨絵弾弓」に描かれた「散楽図」などから推測される限りでは、軽業や手品、物真似、曲芸、歌舞音曲など様々な芸能が含まれていたものとされる。朝廷は散楽師の養成機関「散樂戸」を設けるなどし、この芸能の保護を図った。

### 平安時代
延暦元年（782年）、桓武天皇の時代に散楽戸は廃止される。朝廷の保護から外れたことにより、散楽師たちは、寺社や街角などでその芸を披露するようになった。そして散楽の芸は、他の芸能と融合していき、それぞれ独自の発展を遂げていった。
この散楽が含む雑芸のうち、物真似などの滑稽芸を中心に発展していったのが申楽（猿楽）と言われる。当初は物真似だけでなく、散楽の流れをくむ軽業や手品、曲芸、呪術まがいの芸など、多岐に渡る芸能を行った。平安時代中期頃より、神道的行事が起源の田楽や、仏教の寺院で行われた延年などの芸能も興り、それぞれ発達していった。これらの演者は元々農民や僧侶だったが、平安末期頃から専門的に演じる職業集団も成立していった。平安時代後期に藤原明衡が著した『新猿楽記』には、「福広聖の袈裟求め・妙高尼の襁褓乞い」「京童のそらざれ・東人の初京上」のような演目が並んでいる。僧侶が袈裟をなくして探し回る、独身の尼さんに乳児用のオムツが必要になる、口の上手な京童とおのぼりさんの東人の珍妙なやりとり、といった寸劇が演じられ、都の人たちが抱腹絶倒していた様子がうかがえる。また同史料には、咒師と呼ばれる呪術者たちへの言及が見られることから、呪禁道の影響を受けた儀式を芸能と融合させたものがこの時期に存在しており、それらが翁申楽（猿楽）へと発展したのではないかとの説もある。

### 鎌倉時代から室町時代
鎌倉時代には平安時代に成立した初期の申楽とは異なる芸態の申楽が出現した。現行の翁に相当する翁申楽である。永仁5年（1297年）に書かれた『普通唱導集』では、もっぱら翁申楽について言及しており当時の申楽が翁申楽を本芸としていたことを物語っている。
翁申楽は寺社の法会や祭礼に取り入れられたため、申楽は寺社との結びつきを強め、座を組織して公演を催す集団も各地に現れた。一部の申楽の座は、寺社の庇護を得て、その祭礼の際などに芸を披露した。最初は余興的なものとして扱われていたが、寺社の祭礼の中に申楽が重要な要素として組み込まれるような現象も起き始めた。寺社の由来や神仏と人々の関わり方を解説するために、申楽の座が寸劇を演じるようなこともあった。これらがやがて、「申楽（猿樂）の能」となり、公家や武家の庇護をも得つつ、能や狂言に発展していったと言われている。
座のなかでも、とくに大和猿楽の四座、近江猿楽六座が名高い。もともと申楽（猿楽）は大和において「七道の者」であった。漂泊の白拍子、神子、鉢叩、猿引きらとともに下層の賤民であり同じ賤民階級の声聞師の配下にあった。室町時代には、鎌倉時代の猿楽が発展し観阿弥や世阿弥らの登場によって現在の能楽とほぼ同等の芸能としての申楽（猿楽）が形作られる。

#### 申楽（猿楽）の集大成
申楽は平安時代には中央的ではなかったが、室町時代になると寺社との結びつきを背景に、延年や田楽の能（物真似や滑稽芸ではない芸能）を取り入れ、現在の能楽とほぼ同等の芸能として集大成された。
申楽・田楽・延年は、互いに影響を及ぼしあい発展していった。平安時代後期から鎌倉時代初期にかけて同業組合としての座が生まれ、寺社の保護を受けるようになる。それが鎌倉時代末期から南北朝時代にかけての動乱期を経て室町時代に入る頃になると、これに代わって武家が田楽を保護するようになり、それとともに衣装や小道具・舞台も豪華なものになっていった。このような状況の中、大和猿楽の一座である結崎座より観阿弥が現れ、旋律に富んだ白拍子の舞である曲舞などを導入して、従来の申楽に大きな革新をもたらした。
このような革新の背景の一つと考えられているのが、当時行われていた「立ち会い能」と呼ばれる催しである。これは申楽や田楽の座が互いに芸を競い、勝負を決するというもので、「立ち会い能」で勝ち上がることは座の世俗的な成功に直結していた。観世座における猿楽の革新も、この「立ち会い能」を勝ち上がるためという側面があった。
永和元年（1375年）、室町幕府の三代将軍足利義満は、京都の今熊野 において、観阿弥とその息子の世阿弥による申楽を鑑賞した。彼らの芸に感銘を受けた義満は、観阿弥・世阿弥親子の結崎座を庇護した。これがのちの観世座の前身である。この結果、彼らは足利義満という庇護者、そして武家社会という観客を手に入れることとなった。また二条良基をはじめとする京都の公家社会との接点も生まれ、これら上流階級の文化を取り入れることで、彼らは申楽をさらに洗練していった。その後、六代将軍足利義教も世阿弥の甥音阿弥を高く評価し、その庇護者となった。こうして歴代の観世大夫たちは、時の権力と結びつきながら、申楽を発展させ現在の能の原型として完成させた。
なお、室町時代に成立した大和猿楽の外山座（とびざ）・結崎座（ゆうさきざ）・坂戸座（さかどざ）・円満井座（えんまいざ）を大和四座（やまとしざ）と呼ぶ。それぞれ、後の宝生座・観世座・金剛座・金春座につながるとする説が有力である。丹波猿楽の発祥の地日吉町殿田には、丹波猿楽梅若生家跡や丹波猿楽梅若家旧墓所が保存されている。
（「時宗の踊り念仏が 申楽や狂言を取込んだ」とも考えられるが）
申楽（猿楽）を集大成させた観阿弥と世阿弥は時宗系の法名を持っており、時宗の踊り念仏の持つ鎮魂儀礼としての側面や、時宗が深く関わっていた連歌（特に花の下連歌と呼ばれる鎮魂儀礼としての連歌）が、後述する夢幻能の成立に強く影響したとの指摘がある。また中世の勧進聖が上演した唱導劇（仏教の教理を説く劇）も夢幻能の形式に強い影響を与えたと考えられている。時宗の踊り念仏は民衆の極楽往生願望が根底にあったが、同時に死者の追善供養の場でもあった。すなわち生前の行いによって地獄に墜ちている死者を、踊り念仏への供養によって救うという考え方である。こうした発想が12世紀から14世紀にかけて、寺社の造営資金を集めるための勧進興行へと発展し、田楽や猿楽もその興行の中に組み込まれていった。民衆を対象として仏教の教義を見せる勧進興行において、それまで「翁申楽」のような呪術的性格を持っていた（超自然の存在を主な観客と想定していた）例式に対し、いわば余興芸として演じられた「申楽能」は生身の人々を主な観客と想定する芸能へと進化していった。
また、世阿弥は幼少時は藤若と呼ばれた稚児で、東大寺の尊勝院に所属していたと考えられている。当時の仏教寺院の稚児は女装に近い服装や化粧をしている中性的な存在であり、また仏教僧の男色行為の対象でもあった。立花や蹴鞠、連歌といった芸能も仏教寺院の稚児が必ず習得したものであった。こうした稚児独特の性的な位置づけや芸能が、世阿弥の能に強く影響を与えたとも考えられている。

#### 現在能と夢幻能
観阿弥は田楽のもつ面白さに曲舞の旋律を取り入れ、大和猿楽を総合的ドラマとして創り出した。そして、世阿弥は「夢幻能」の完成を成し遂げ、現在までに伝えられる高度な芸術に飛躍させた。
現在能とは、現在進行しているように演じられるドラマのような能（劇能）である。例えば「安宅」は、歌舞伎の勧進帳の元になった曲であるが、シテ弁慶を中心に義経主従が奥州へ落ち延びようとしているところに、ワキ富樫（関守）がそれを疑い、弁慶の機転によって難関を脱出する様子を、時間の経過とともにストーリーが展開されていく。
これに対して夢幻能は「死者」が中心となった能である。八世観世銕之丞は夢幻能の大きな特徴として「死者の世界からものを見る」という根本的な構造を指摘している。すなわち、多くの場合、亡霊や神仙、鬼といった超自然的な存在が主役（シテ）であり、常に生身の人間である脇役（ワキ）が彼らの話を聞き出すという構造を持っているのである。これについて銕之丞は、観阿弥・世阿弥・金春禅竹らによって申楽が集大成された室町時代は政情不安の時代であり、死が人々にとって極めて身近なものであったことを、こうした構造の理由に挙げている。
梅若猶彦もこのような死者による語りの構造を重視し、能はこのような構造を持つことで、能独自の美の世界の構築を可能としていると指摘している。梅若はその例として、「実盛」のシテである斎藤実盛の亡霊がワキの夢の中に登場し、己の死に様を語りながら、己の生首を洗うという場面を挙げている。この場面ではシテ演じる実盛の亡霊には首が付いているのであるが、同時に実盛の亡霊は切り落とされた自分の生首を手に持っているのである。このような不条理な演出が可能となっている理由として梅若は、能が一般に「ワキの夢の中でシテが夢を見ている」という難解な構造を持っていることを指摘し、「死者による語り」という夢幻能の基本構造が、こうした他に例を見ない物語世界の構築を実現していると論じている。

#### 即興芸術としての能
また聖職者である呪師に代って、猿楽師という、いわばエンターテインメントの玄人によって例式の後の余興芸として行われるようになった能は、入念なリハーサルを行わない上に一度きりの公演であるという点も独特である。通常の演劇では事前にリハーサルを重ね、場合によってはゲネプロという形で全て本番と同じ舞台・衣装を用いるが、能では事前に出演者が勢揃いする「申し合わせ」は原則一回であり、しかも面や装束は使用しない。これについて前出の八世観世銕之丞は、能は本来、全て即興で演じられるものであり、出演者同士がお互いのことを解りすぎていることは、能においてはデメリットになると論じている。

#### 幽玄と妙
能が表現する美的性質として広く知られた概念に「幽玄」がある。能を大成した世阿弥の著述においても「幽玄」が意味するところは必ずしも一定していないが、例えば『花鏡』においては、同時代（室町時代初期）の公家の挙措や佇まいのように、「ただ美しく柔和なる体」を、つまり、「平安朝的な優美さを持つことで、女性的な美しさをいう」ことを「幽玄」としている。「あはれ」と「艶」との調和した静寂美と優雅美が合致して寂びて見える優美が能楽の「幽玄」といえる。
ただし、梅若猶彦は世阿弥の能論における最も重要な美的概念が「幽玄」ではなく「妙」であることを指摘しており、「幽玄」が能の美的側面における支配原理というわけではない。「妙」については世阿弥もその出現の原理や内容を完全に説明しきれておらず、「形無き姿」「無心」といった比喩によって説明を試み、またこの美的性質は子方の演技においても稀に感得されることがあると指摘している。梅若は「妙」と「幽玄」を比較し、「妙」はそれが現れた時には演技者と観客のいずれにも作用するものであるのに対し、「幽玄」はあくまでも演技者が観客に対して意図的に表現しようとする美的性質に留まると論じている。
能においては、仮面が様々な表情を見せるという意見は非常に多い。悲しみ、怒り、喜びなどそれらの表情が無表情の仮面の中に現れるというのである。これらは観客が演技者の演技によって、その世界に没入し感得することで得ているといえる。それらのように深奥にあるものを感じさせる、感じ取ることを幽玄の具体的な意味として受け取っている観客も多い。

#### 世阿弥の著作
応永7年（1400年）、世阿弥は『風姿花伝』を著した。この書の第一章にあたる「年来稽古条々」は「初心わするべからず」や「時分の花」などよく知られた内容があり、その理論は現代で通用するものと評価されている。内容には、観阿弥の考えも含まれていると考えられている。その後世阿弥は、『花鏡』、『拾玉得花』、『申楽談儀』（口述）など研鑽に基づく理論を伝書として残している。現在二十一種が伝書として知られている。
型附
現在でも、古くから続く家には、秘伝を記した書物が伝承されていることがある。これを「型附」（かたづけ）と呼ぶ。

### 織豊時代の申楽（猿楽）
戦国時代には、猿楽の芸の内容に大きな発展はなかったと考えられている。また通説では、申楽は織田信長や豊臣秀吉ら時の権力者に引き続き愛好されていた。『宇野主水日記』によると、信長は天正10年（1582年）に安土（現在の近江八幡市安土町）の摠見寺で徳川家康とともに梅若家の申楽を鑑賞しており、自身も小鼓をたしなんだと言われ、長男の信忠は自ら申楽を演じた、などともされている。ただし、信長が愛好したとして有名な「敦盛」は幸若舞であり能ではないにもかかわらず、映画やテレビで演じられる桶狭間の戦いの前の信長の舞は能の舞と謡いで行われ、そして司馬遼太郎の紀行文集『街道をゆく 四十三 濃尾参州記』のように「まず陣貝を吹かせ、甲冑をつけ、立ったまま湯漬けを喫し、謡曲「敦盛」の一節をかつ謡いかつ舞ったのは、有名である」などという誤りが広められてしまっていることには注意すべきである。
幸若舞を好んだ信長に対して、秀吉は晩年熱心に申楽を演じた。文禄2年（1593年）10月には秀吉は後陽成天皇の前で、3日間続けて何番もの申楽を演じている。しかしその一方で、秀吉は大和四座以外の申楽には興味を示さなかったため、この時期に多くの申楽の座が消滅していった。いわば、現在能と称されている猿楽が、それ以外の申楽から秀吉によって選別されたのである。

### 江戸時代の猿楽
江戸時代には、徳川家康や秀忠、家光など歴代の将軍が猿楽を好んだため、猿楽は武家社会の文化資本として大きな意味合いを持つようになった。また猿楽は武家社会における典礼用の正式な音楽（式楽）も担当することとなり、各藩がお抱えの猿楽師を雇うようになった。間部詮房は猿楽師出身でありながら大名、さらには幼少の将軍を代行する事実上の国家の執政にまで出世した人物として知られている。
なお、家康も秀吉と同じく大和四座を保護していたが、秀忠は大和四座を離れた申楽師であった喜多七太夫長能に保護を与え、元和年間（1615年から1624年）に喜多流の創設を認めている。家康は観世座を好み、秀忠や家光は喜多流を好んだとされるが、綱吉は宝生流を好んだため、綱吉の治世に加賀藩や尾張藩がお抱え猿楽師を金春流から宝生流に入れ替えたと言われている。その結果、現在でも石川県や名古屋市は宝生流が盛んな地域である。
その一方、猿楽が武家社会の式楽となった結果、庶民が猿楽を見物する機会は徐々に少なくなっていった。しかし、謡は町人の習い事として流行し、多くの謡本が出版された（寺子屋の教科書に使われた例もある）。実際に観る機会は少ないながらも、庶民の関心は強く、寺社への寄進を集める目的の勧進能が催されると多くの観客を集めたという。四座一流に属さない役者による庶民を対象とした猿楽の興行も行われ、桃山時代に引き続き辻能と呼ばれた。

### 明治時代
明治14年（1881年）、明治維新で衰微した猿楽の再興を目指して能楽社が設立された際に能楽と改称された。「能楽社設立之手続」には、「前田斉泰ノ意見ニテ猿楽ノ名称字面穏当ナラサルヲ以テ能楽ト改称シ……云々」とある。